# Edward Bartholomew Bancroft
Pour les articles homonymes, voir Edward Bancroft et Bancroft.
Edward Bartholomew Bancroft est un médecin et chimiste, né le 20 janvier 1745 à Westfield dans le Massachusetts et mort le 7 septembre 1821 à Margate en Angleterre. Il devient un agent double, espionnant les États-Unis et la Grande-Bretagne, tout en étant secrétaire de la commission américaine à Paris pendant la révolution américaine.

## Jeunesse
Bancroft est né le 20 janvier 1745 à Westfield, dans le Massachusetts. Son père meurt d'une crise d'épilepsie alors que Bancroft a deux ans. Sa mère se remarie cinq ans plus tard avec David Bull, du Connecticut.
Là-bas, Bancroft étudie auprès de Silas Deane, un instituteur qui devient plus tard un politicien et diplomate important avec qui il travaillera à Paris. À l'âge de 16 ans, Bancroft est apprenti chez un médecin à Killingworth, dans le Connecticut, mais s'enfuit après quelques années. (Bancroft reviendra et remboursera sa dette à son ancien maître en 1766.)

## Amérique du Sud et Londres
Le 14 juillet 1763, après avoir fui son apprentissage, Bancroft quitte la Nouvelle-Angleterre pour se rendre dans les colonies d'esclaves producteurs de sucre de la Guyane néerlandaise, où il devient médecin de plantation,,. Il étend bientôt sa pratique à plusieurs plantations et écrit une étude sur l'environnement local. Sur la base d'observations déjà effectuées sur des anguilles vivantes par des colons néerlandais à Surinam et à Essequibo, Bancroft conclut que l'anguille électrique et le poisson-torpille libéraient de l'électricité pour étourdir leurs proies, plutôt que par une action mécanique imperceptiblement rapide, comme on l'avait déjà expliqué,. Il quitte l'Amérique du Sud en 1766, et publie An Essay on the Natural History of Guiana, in South America, à Londres en 1769, où, avec les encouragements de Benjamin Franklin, il se lance dans une carrière d'homme de lettres. Par la suite, Bancroft a beaucoup écrit sur la chimie des colorants, en partie sur la base de ses travaux en Guyane néerlandaise, opposant de manière défavorable les techniques de teinture non européennes à la « chimie philosophique » acquise par des philosophes de la nature comme lui.
À Londres, l’Histoire naturelle de Guyane de Bancroft (1769) attire l’attention de Paul Wentworth, agent colonial du New Hampshire à Londres, qui engage Bancroft pour examiner la plantation de Wentworth au Surinam et lui recommander un fonctionnement plus efficace. Bancroft y passe deux mois avant de rentrer à Londres. Au Surinam, Bancroft écrit un roman semi-autobiographique en trois volumes, The History of Charles Wentworth, Esq. Ce roman épistolaire, qui suit la vie d'un propriétaire de plantation (avec le même nom de famille que son ami et employeur), imite le Candide de Voltaire et reflète les croyances déistes de Bancroft, ridiculisant des passages de la Bible et critiquant le Christianisme pour son « esprit détestable d'intolérance et de persécution ».
En 1771, Edward épouse Penelope Fellows, vingt-deux ans, fille d'une importante famille catholique. Un fils, Edward, naît en 1772 ; ils auront ensuite six autres enfants. Bancroft est élu membre de la Royal Society en 1773 en tant que « gentleman versé en histoire naturelle et en chimie, et auteur de l'histoire naturelle de la Guyane ». À l'été 1773, Bancroft rejoint la Société médicale de Londres, bien qu'il ne reçoive son doctorat de l'Université d'Aberdeen qu'en 1774.

## Espionnage pour les Américains à Londres
Le Committee of Secret Correspondence envoie Silas Deane (ancien professeur de Bancroft) en France en 1776 ; Franklin a demandé à Deane de contacter Bancroft, estimant qu'il serait une source d'informations utiles. Deane arrive en France le 7 juin 1776 ; le lendemain, il écrit à Bancroft à Londres pour lui demander de venir à Paris. Dans la lettre, Deane indique qu'ils discuteront de l'achat de marchandises pour le commerce avec les Indiens, et il joint une enveloppe de trente livres (un montant généreux) pour les frais de voyage. Deane ne fait pas mention de questions politiques, au cas où la lettre serait interceptée. Bancroft rencontre Deane le 8 juillet et apprend que le but de Deane en France est de gagner de l'aide française pour les Américains contre la Grande-Bretagne. Bancroft décline l'invitation à participer aux négociations, mais il accepte de servir d'assistant et d'interprète à Deane. Les négociations de Deane aboutissent à l'envoi par la France de fournitures aux Américains.
Deane déclare à Bancroft que les dirigeants américains espèrent entraîner la Grande-Bretagne dans une guerre contre d'autres ennemis (en particulier une alliance de la France et de la Prusse), qui, espère-t-il, distraira la Grande-Bretagne. Le stratagème n'aboutit pas, mais déplaît fortement à Bancroft. Le 26 juillet 1776, il rentre à Londres, assurant à Deane qu'il espionnera pour les colonies. À Londres, Bancroft envoie à Deane des copies de journaux et de pamphlets sur l’actualité, et de longues lettres pour informer les Américains de la pensée du gouvernement et de la population britanniques. Bancroft s'arrange pour faire passer ses dépêches en France dans des valises diplomatiques afin de les faire passer par la poste à Londres. En décembre 1776, l'incendiaire John the Painter rend visite à Bancroft après avoir mis le feu à un incendie près du quai de Portsmouth. Bancroft refuse de lui apporter assistance.

## Espionnage pour les Britanniques
Bien que Bancroft travaille pour Franklin et Deane, la perspective de l’indépendance des États-Unis ne l'enthousiasme pas, et il est alarmé par la possibilité d’une guerre française contre la Grande-Bretagne. En dépit de ses engagements envers Deane, il a des réserves vis-à-vis tout ce qui pourrait favoriser une scission entre la Grande-Bretagne et les colonies américaines.
À Londres, il rencontre Paul Wentworth, récemment recruté par les services secrets britanniques. Wentworth a pris des dispositions pour que Bancroft rencontre le chef des services secrets William Eden et les Lords Suffolk et Weymouth, et Bancroft accepte de devenir un espion pour le compte de la Grande-Bretagne. Quelques jours plus tard, le 14 août 1776, Bancroft rédige un rapport de neuf pages détaillant ce que Deane a pu accomplir depuis son arrivée en France. Au début de février 1777, Bancroft rend visite à John the Painter, emprisonné à Londres.
Peu de temps après, Franklin arrive pour prendre en charge les négociations avec la France, et Bancroft reçoit l'ordre de s'associer à Franklin, qui le nomme au poste de secrétaire de la Commission américaine à Paris. Le 26 mars 1777, Bancroft quitte Londres pour Paris où sa femme et ses enfants le rejoignent deux mois plus tard. Les Britanniques ont promis à Bancroft une pension de 200 livres pour son rôle d'espion (ce montant est ensuite porté à 500 puis à 1 000 livres) .
Bancroft assiste Franklin et Deane en copiant des lettres et d’autres documents, en traduisant la correspondance diplomatique en français ou en anglais, et en prévoyant des réparations, en engageant des équipages et en achetant des fournitures pour des navires américains dans des ports français. Ainsi, Bancroft a accès à beaucoup d'informations sensibles qu'il peut transmettre aux Britanniques.
Bancroft rapporte des lettres hebdomadaires à « M. Richards », signé « Edward Edwards », traitant d'exploits galants. Mais entre les lignes du texte, Bancroft écrit ses rapports avec une encre spéciale. Tous les mardis après 21h30, il met la lettre dans une bouteille, attache une ficelle autour de celle-ci et la laisse dans le trou d'un buis à Paris. Un responsable britannique récupère le message et le remplace par de nouvelles instructions. Bancroft revient plus tard dans la nuit pour récupérer la bouteille. Grâce à cette méthode, George III aurait peut-être prise connaissance du Traité d'alliance franco-américain à peine deux jours après sa signature. Mais bien que Bancroft ait rassemblé de nombreuses informations, les Britanniques n'ont pas pu empêcher une alliance franco-américaine.
En décembre 1777, John Paul Jones arrive en France, dans l'espoir de pouvoir commander le navire Indien en construction à Amsterdam. Grâce aux renseignements fournis par Bancroft, les Britanniques ont réussi à faire pression sur les Néerlandais pour qu'ils annulent la vente du navire. Néanmoins, avec des navires plus petits, Jones parvient à attaquer des villes côtières en Angleterre et en Irlande et capture deux navires de guerre britanniques en dépit des renseignements fournis régulièrement aux Britanniques par Bancroft. Ignorant que Bancroft est un espion britannique, Jones se lie avec lui et l'utilise même comme intermédiaire avec Franklin. Au cours de l'été 1777, Arthur Lee accuse Bancroft d'avoir rencontré des membres du conseil privé du roi ; et en avril 1778, un capitaine de marine nommé Musco Livingston informe Lee qu'il a vu à Londres une lettre écrite par Bancroft et fournissant des détails sur le traité français avant sa signature. Lorsque Lee accuse Bancroft d'être un traître, Jones prend sa défense ; et au début de 1779, Jones convainc Livingston de retirer son accusation. (Les accusations de Livingston étaient vraies, mais la rumeur selon laquelle Bancroft aurait rencontré le conseil privé ne l'était pas.)

### La connaissance possible par Franklin des intrigues de Bancroft
Le 19 janvier 1777, Franklin écrit à Juliana Ritchie, une femme vivant dans un couvent de bénédictines à Cambrai, lui disant que même s'il soupçonnait son valet d'être un espion, « comme il l'est vraisemblablement, je pense que je ne devrais pas le renvoyer pour cela, si à d'autres égards je l'appréciais  ». Bien que certains historiens pensent que cette lettre indique que Franklin soupçonne Bancroft, d'autres soulignent qu'après la guerre, Franklin est resté en bons termes avec Bancroft alors qu'il fuyait d'autres loyalistes, notamment son propre fils, William. La grande majorité des historiens rejettent la thèse selon laquelle Franklin ait pu être, de quelque façon que ce soit, déloyal envers les États-Unis.

## Mort de Silas Deane
Lorsque l'ancien diplomate américain Silas Deane meurt en 1789 à bord d'un navire sur le point de s'embarquer pour l'Amérique, Bancroft suggère, dans une conversation privée, qu'il s'agit d'un suicide. L'année suivante, un pamphlet anonyme, Theodosius, attaque le scientifique et prêtre Joseph Priestley en affirmant que, au moment de sa mort, Deane a proféré des déclarations blasphématoires et athées, prétendument tirées de Priestley. Priestley, qui n'a jamais rencontré Deane, implore Bancroft de le disculper. Bancroft réagit en publiant dans plusieurs journaux un compte rendu fourni par le capitaine du navire, indiquant que Deane, tombé subitement malade, ne pouvait rien dire qui soit compréhensible pendant les quatre heures qui ont précédé sa mort.
En 1959, l’historien Julian Boyd a suggéré que Bancroft aurait pu empoisonner Deane, puis répandre des rumeurs selon lesquelles Deane s’était suicidé pour dissimuler le meurtre. Cette thèse a été largement rejetée comme « conjectures non fondées » ; néanmoins, la théorie a été largement publiée dans un manuel américain populaire : After the Fact: The Art of Historical Detection,, .

## La vie après la Guerre d'Indépendance
Après la Guerre d'Indépendance, Bancroft obtient un brevet pour importer du chêne noir en Grande-Bretagne et en France afin de le transformer en un colorant jaune appelé quercitron, et il convainc John Paul Jones d’investir une grosse somme dans l’entreprise. En 1789, Jones accuse Bancroft de fraude et de non-paiement des sommes qui lui sont dues. Gouverneur Morris tente de régler le différend, et Bancroft effectue de petits versements à Jones ; mais quand Jones meurt en juillet 1792, Bancroft lui doit apparemment toujours 1 800 £.
En 1794, Bancroft publie un livre intitulé Experimental Researches Concerning the Philosophy of Permanent Colors, dont il publie une nouvelle édition mise à jour en 1814. Il est élu membre honoraire étranger de l'Académie américaine des arts et des sciences en 1797. Sa femme, Penelope, meurt chez elle, à Londres, le 10 mai 1784, alors que Bancroft est en voyage à Philadelphie. Bancroft meurt le 7 septembre 1821 à Addington Place à Margate. Son activité en tant qu'agent double n'a été révélée qu'en 1891, lorsque les documents diplomatiques britanniques ont été rendus publics.